# Pires de Saboia
José Pires de Saboia Filho (Independência, 16 de abril de 1916 – São Paulo, 19 de agosto de 2000) é advogado, jornalista, professor e político brasileiro que foi deputado federal pelo Maranhão.

## Dados biográficos
Filho de José Pires Saboia e Maria Adélia Pires de Saboia. Advogado formado em 1943 pela Universidade Federal do Ceará, trabalhou no Correio do Ceará, jornal que integrava os Diários Associados e logo foi transferido para São Luís por sugestão de João Calmon a fim de dirigir as empresas maranhenses que compunham o império de Assis Chateaubriand e assim trabalhou no Unitário e em O Imparcial, além de ser professor da Universidade Federal do Maranhão e advogar para o Banco do Brasil.
Eleito deputado federal pela ARENA em 1966 e 1970, foi secretário de Justiça no governo de Osvaldo Nunes Freire. De volta à iniciativa privada foi consultor jurídico dos Diários Associados e em 1984 foi eleito para a Academia Maranhense de Letras.
Pai do também político Haroldo Saboia.